# كونيغبلاتز

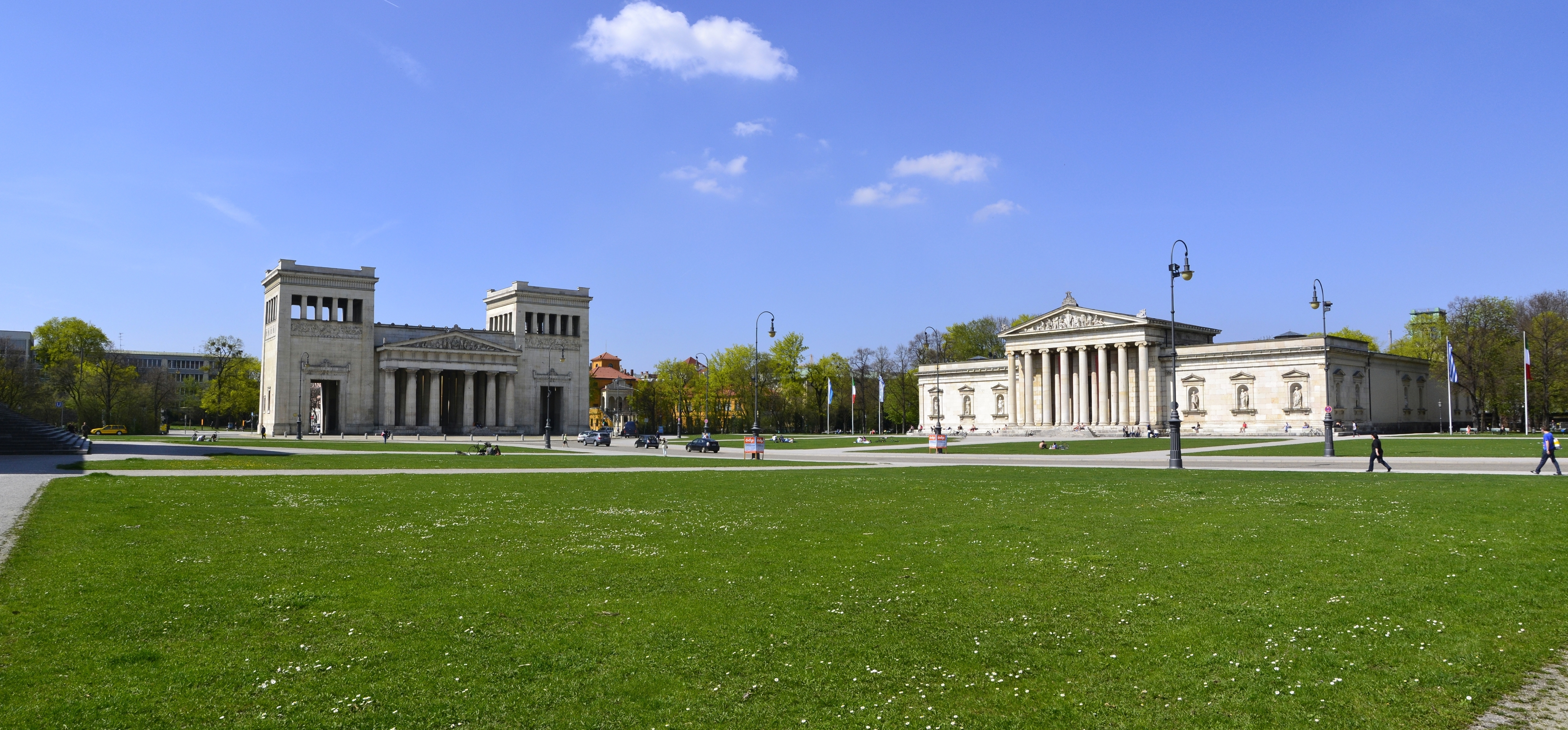
بروبيلايا (شمال) وجليبوثيك (يمين) في الكونيغبلاتز

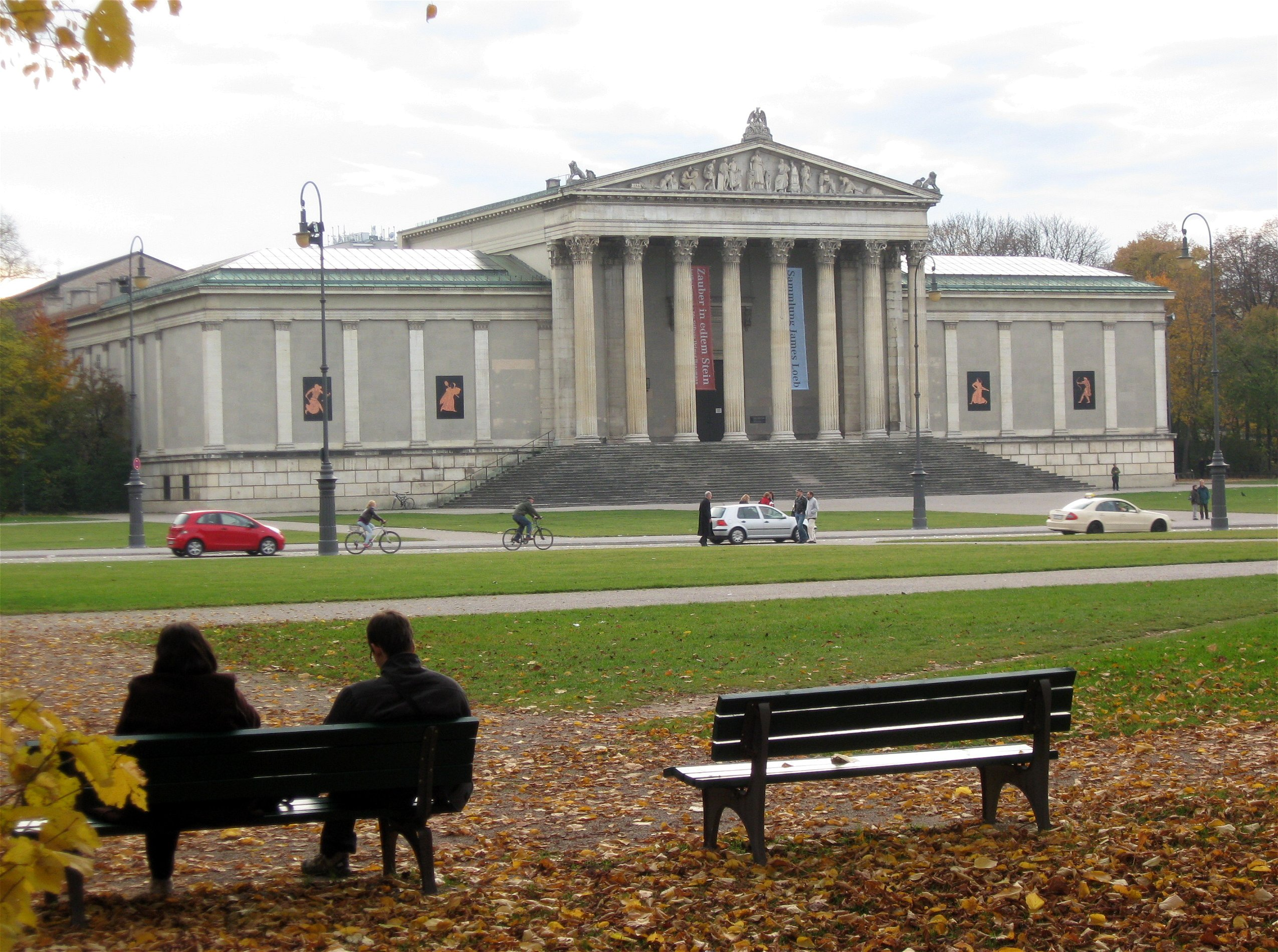
متحف الدولة للفنون الكلاسيكية

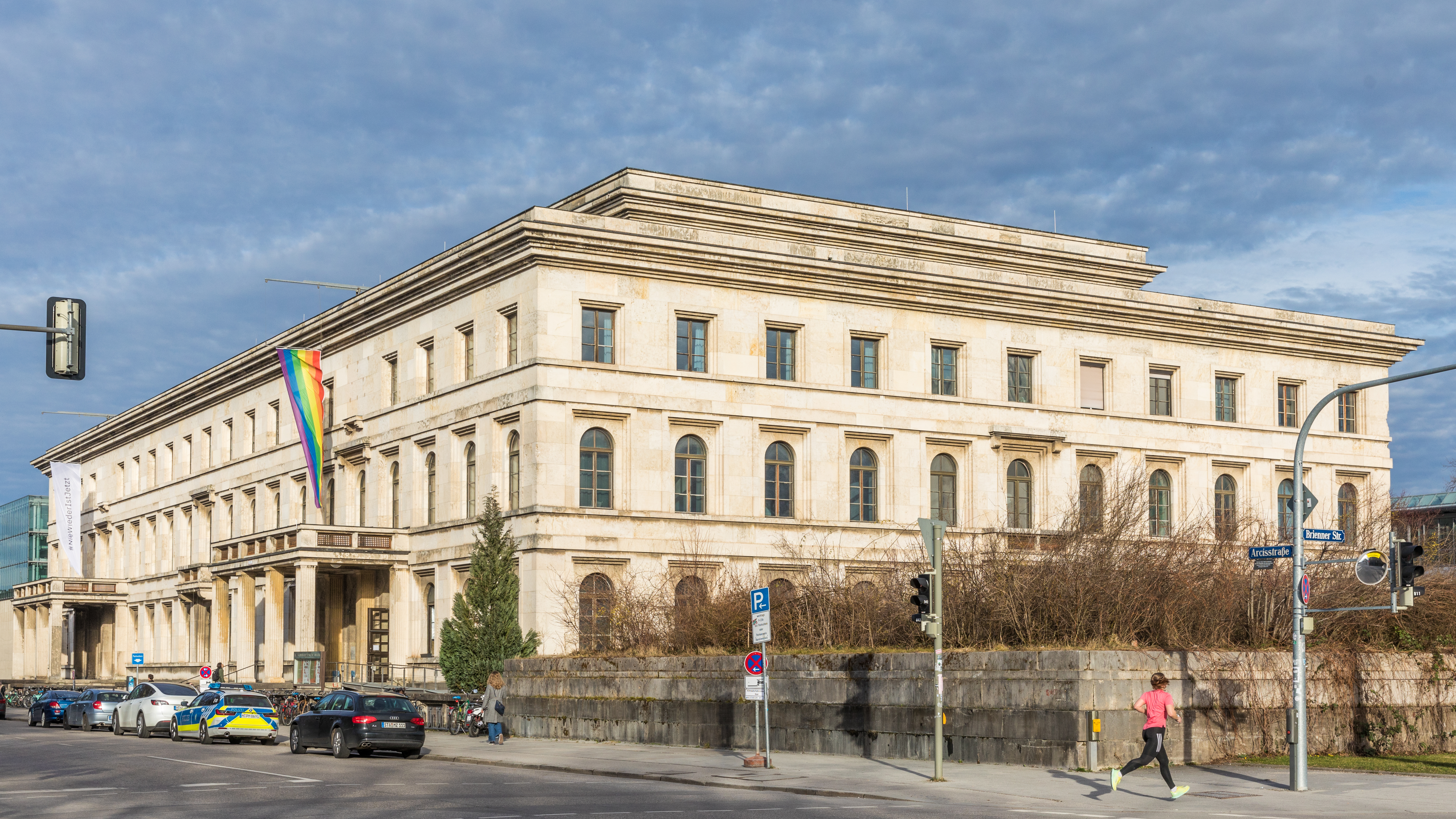
الفيهروباو في 2007

كونيغبلاتز (تُلفظ بالألمانية: [ˈkøːnɪçsˌplats]، حرفياً: ساحة الملوك) هي ساحة في ميونخ، ألمانيا. تم بناؤه على الطراز الكلاسيكية الأوروبي الحديث في القرن 19، وهو مركز الحياة الثقافية. تعد المنطقة المحيطة بـ كونيغبلاتز اليوم موطن لكونستارال (Kunstareal) ومعرض ميونيخ وجناح المتحف.

## أعلام
- أدولف فاغنر

## روابط خارجية
- Panorama Königsplatz - بانوراما تفاعلية 360
- Alan Heath : Munich Königsplatz - فيلم يعرض الموقع
- Königsplatz - video